# 蝙蝠
蝙蝠又名蟙䘃 ，是对翼手目（学名：Chiroptera）动物的通称，為哺乳动物中仅次于啮齿目动物的第二大类群，现生种共有21科234属1399种。是哺乳动物中唯一具有飞行能力的类群。除极地和大洋中的一些岛屿外，分布遍于全世界。蝙蝠是多种害虫的主要天敌，也是人畜共患病病原体的天然宿主。
其学名“Chiroptera”来自古希臘語：（拉丁字母转写：cheir；直译：手）和（拉丁字母转写：pteron；直译：翼）

## 起源與演化
始新世的蝙蝠翼膜已经与现代类型相近，其起源可以追溯到更早的时期。一副伊神蝠屬的化石顯示逾5000萬年前蝙蝠就會飛行。翼手目可能起源于类似食虫目的最原始的真兽类。
曾经有一些學說認為翼手目的两个亚目有不同的进化线路：大蝙蝠亚目（Megachiroptera）与灵长目亲缘非常近，小蝙蝠亚目（Microchiroptera）与食虫目亲缘近。但以目前從DNA的分析認為，蝙蝠的兩個亞目是從同一個來源所演化而來。甚至發現，有些小翼手亚目的蝙蝠的血緣更親近於某些大翼手目的蝙蝠，因此重新将与狐蝠科较近的类群分类成阴翼手亚目，而与蝙蝠科较近的类群则为阳翼手亚目。並且相信兩個亞目都是從會飛行的共同祖先演化而來。
翼手目的动物在四肢和尾之间覆盖着薄而坚韧的翼膜可以像鸟一样鼓翼飞行。它们有一些其他类群所不具备的特征，这些特征包括特化伸长的指骨和链接其间的皮质翼膜，前肢拇指和后肢各趾均具爪可以抓握，胸骨有类似鸟类的龙骨突，以利胸肌着生，拥有发达的听力等。
蝙蝠的新陈代谢非常快，这对机体产生各种各样的损伤，如活性氧、DNA复制错误等。但蝙蝠的寿命却很长，有些种类的蝙蝠的寿命可以超过40年。研究表明，蝙蝠基因组里面有更多有关基因修复的基因，并且表达量远远高于其他哺乳动物，而較老的蝙蝠修復基因的能力也較強。
蝙蝠是許多種人類病毒的傳染窩，牠們演化出對這些病毒感染具有免疫耐受性，例如形成發炎小體的其中一種蛋白質NLRP3在蝙蝠細胞中表達量與活性比其他哺乳類低，使病毒能持續在蝙蝠體內複製，又不引起劇烈的免疫反應以傷害蝙蝠。目前已从蝙蝠中发现的人類病毒包含狂犬病毒、乙型脑炎病毒、基孔肯雅病毒、罗思河病毒、冠状病毒、副粘病毒、腺病毒、丝状病毒、星状病毒、小RNA病毒、腺相关病毒、圆环病毒、呼肠孤病毒等。

## 分类
过去，分类学家依据体型将翼手目可以分為兩個亞目：大翼手亞目和小翼手亞目，又被稱為食果蝠和食蟲蝠。正如它們的名字，前者體形較大，多以水果為食，如著名的狐蝠，翼展可達90釐米之巨；後者體形遠較前者為小，除了食蟲外，還有食肉和血，不過也有與大翼手亞目食性相同的成員。
后来的基因分子研究显示，这样的分类无法反映蝙蝠之间的真正亲缘关系，于是依分子研究结果，重新将翼手目整理成两个亚目：阴翼手亚目及阳翼手亚目。
底下列表係根據於2019年出版的《世界哺乳動物手冊（Handbook of the Mammals of the World）》第九卷：
| 翼手目 Chiroptera Blumenbach, 1779                                             |                                              |        |      |
| 陰翼手亞目 Yinpterochiroptera Springer, Teeling, Madsen, Stanhope & Jong, 2001 |                                              |        |      |
| 狐蝠總科 Pteropodoidea J. E. Gray, 1821                                        |                                              |        |      |
| 中文名                                                                         | 學名                                         | 物種數 | 圖片 |
| 狐蝠科                                                                         | Pteropodidae J. E. Gray, 1821                | 191    |      |
| 菊頭蝠總科 Rhinolophoidea J. E. Gray, 1825                                     |                                              |        |      |
| 中文名                                                                         | 學名                                         | 物種數 | 圖片 |
| 鼠尾蝠科                                                                       | Rhinopomatidae Bonaparte, 1838               | 6      |      |
| 凹臉蝠科                                                                       | Craseonycteridae Hill, 1974                  | 1      |      |
| 假吸血蝠科                                                                     | Megadermatidae H. Allen, 1864                | 6      |      |
|                                                                                | Rhinonycteridae J. E. Gray, 1866             | 9      |      |
| 蹄蝠科                                                                         | Hipposideridae Lydekker, 1891                | 88     |      |
| 菊頭蝠科                                                                       | Rhinolophidae J. E. Gray, 1825               | 109    |      |
| 陽翼手亞目 Yangochiroptera Koopman, 1984                                       |                                              |        |      |
| 鞘尾蝠總科 Emballonuroidea Gervais in de Castelnau, 1855                       |                                              |        |      |
| 中文名                                                                         | 學名                                         | 物種數 | 圖片 |
| 夜凹臉蝠科                                                                     | Nycteridae Van der Hoeven, 1855              | 15     |      |
| 鞘尾蝠科                                                                       | Emballonuridae Gervais in de Castelnau, 1855 | 54     |      |
| 兔唇蝠總科 Noctilionoidea J. E. Gray, 1821                                     |                                              |        |      |
| 中文名                                                                         | 學名                                         | 物種數 | 圖片 |
| 吸足蝠科                                                                       | Myzopodidae Thomas, 1904                     | 2      |      |
| 短尾蝠科                                                                       | Mystacinidae Dobson, 1875                    | 2      |      |
| 盤翼蝠科                                                                       | Thyropteridae Miller, 1907                   | 5      |      |
| 煙蝠科                                                                         | Furipteridae J. E. Gray, 1866                | 2      |      |
| 兔唇蝠科                                                                       | Noctilionidae J. E. Gray, 1821               | 2      |      |
| 髯蝠科                                                                         | Mormoopidae Saussure, 1860                   | 18     |      |
| 葉口蝠科                                                                       | Phyllostomidae J. E. Gray, 1825              | 217    |      |
| 蝙蝠總科 Vespertilionoidea J. E. Gray, 1821                                    |                                              |        |      |
| 中文名                                                                         | 學名                                         | 物種數 | 圖片 |
| 長腿蝠科                                                                       | Natalidae J. E. Gray, 1825                   | 10     |      |
| 犬吻蝠科                                                                       | Molossidae Gervais in de Castelnau, 1855     | 126    |      |
| 長翼蝠科                                                                       | Miniopteridae Dobson, 1875                   | 38     |      |
|                                                                                | Cistugidae Lack et al., 2010                 | 2      |      |
| 蝙蝠科                                                                         | Vespertilionidae J. E. Gray, 1821            | 496    |      |

## 外形特征
大蝙蝠亚目的蝙蝠视力好，眼睛大，主要依靠视觉来辨别物体；小蝙蝠亚目的成员通常视力退化，眼睛小，主要依靠回声来辨别物体，有一些种类的面部进化出特殊的增加声纳接收的结构，如鼻叶、脸上多褶皱和复杂的大耳朵。
鼻叶是分布在蝙蝠鼻孔周围的复杂组织结构。蝙蝠通过肌肉运动改变鼻叶形状，进而衍射向外发出的波包，改变波束的空间分布，形成蝙蝠的声纳发射器。

## 習性
夜行性，通常為群體活動，可達百萬隻，有些溫帶地區的種類在冬季前會有遷徙行為，主要棲息於洞穴、樹洞、森林中，一年繁殖一次，妊娠約2-6個月，一次生產一胎。
分布在热带和亚热带的蝙蝠许多以植物的果实为食，它们的食量很大。
约有70%的蝙蝠捕食昆虫，它们通常发出超声波探索猎物，多在空中捕食。蝙蝠捕食猎物十分敏捷，通过高速摄影发现，某些蝙蝠直接用口捕食，有些用翅膀拦截猎物到嘴里，有的用尾膜像勺子一样将虫子舀到嘴里，捕食方法十分多样。蝙蝠的食虫量很大，每个晚上能吃掉约三分之一自重的昆虫。
食肉的蝙蝠很少，可能有两种假吸血蝠经常捕食啮齿类、小型鸟类、蛙和蜥蜴，目前对它们的行为了解很少，也不能确定它们是否是主动捕食。
食鱼的蝙蝠仅有墨西哥兔唇蝠、索诺拉鼠耳蝠和大足鼠耳蝠。食鱼蝙蝠的特点是腿长脚大，趾上有锋利的钩形爪。捕食时多贴近水面，用超声波探测小鱼激起的浪花，伺机用脚抓住猎物。
吸蜜的蝙蝠在生活习性上与蜂鸟有相似之处。它们演化出适宜吸蜜的特征，比如口鼻长且细，下颚骤然减小，有细长且延展性好的舌头。在吸蜜的同时，蝙蝠也为植物传粉，尤其是一些在夜间开放的植物（如葫芦树、仙人掌等）。

## 中药中的蝙蝠
中药中的蝙蝠又称服翼、天鼠、伏翼、飞鼠、老鼠、蟙蟔、仙鼠、夜燕。一些中药典籍认为，蝙蝠入药可以治疗久咳，疟疾，淋病，惊风，目翳，瘰疬，金疮。
- 《本草纲目·禽之二·伏翼》：治久咳上气，久疟瘰癧，金疮内漏，小儿病惊风。
- 《神农本草经·下卷·虫兽部中品》：伏翼味鹹平。主治目暝，明目，夜視有精光。久服令人喜樂媚好無憂。一名蝙蝠。生太山川谷。
- 李当之《药录》：主女子生子餘疾，带下病，无子。
- 《名医别录·中品·卷第二》：伏翼无毒。主痒痛，治淋，利水道。生太山及人家屋间。立夏后采阴乾。
- 《本草求原》：治病，干血气痛。
- 《雷公炮炙论》：凡使（蝙蝠）要重一斤者方采之，每修事，先拭去肉上毛，去爪肠，即留翅并肉脚及嘴，然后用酒浸一宿，漉出，取黄精自然汁涂之，炙令干，方用。每修事重一斤一个，用黄精自然汁五两为度。
- 《肘后方》：治久咳嗽上气，十年、二十年：蝙蝠除翅、足，烧令燋，末，饮服之。
- 《范汪方》：治久疟不止：蝙蝠七个，去头、翅、足，捣千下，丸梧子大。每服一丸，清汤下，鸡鸣时一丸，禺中（日近午）一丸。
- 《医学集成》：治小儿惊痫：入蛰蝙蝠一个，入成块朱砂三钱在腹内，以新瓦合煅存性，候冷为末，空心分四服，儿小分五服，白汤下。
- 《圣惠方·返魂丹》：治小儿慢惊风及天瘹夜啼：蝙蝠一枚（去翼、脂、肚，炙令焦黄），人中白一分（细研），干蝎一分（微炒），麝香一钱（细研）。上药，捣细罗为散，入人中白等同研令匀，炼蜜为丸，如绿豆犬，每服以乳汁研下三丸，量儿大小，加减服之。
- 《奇效良方·蝙蝠散》：治瘰疬多年不瘥：蝙蝠一个，猫头一个。上同烧作灰：撒上黑豆，煅其灰骨化，碎为细末，湿即干掺，干则油调敷。
- 《刘涓子鬼遗方》：治金疮（出）血肉瘘（肉瘘，《纲目》引作"内漏"）：蝙蝠三枚，烧令烟尽沫下，绢筛之。上以水服方寸匕，一日服令尽，当下如水，血消化也。

夜明砂是中藥的一種，原名天鼠屎，生藥為蝙蝠類動物的糞便，具有清肝熱、散瘀血的功效，中医相信其可治夜盲症。蝙蝠肉也是一種食材，嶺表土人尤愛，蘇軾有詩云：“土人頓頓食薯芋，薦以熏鼠燒蝙蝠；舊聞蜜唧嘗嘔吐，稍近蝦蟆緣習俗。”

## 文化中的蝙蝠

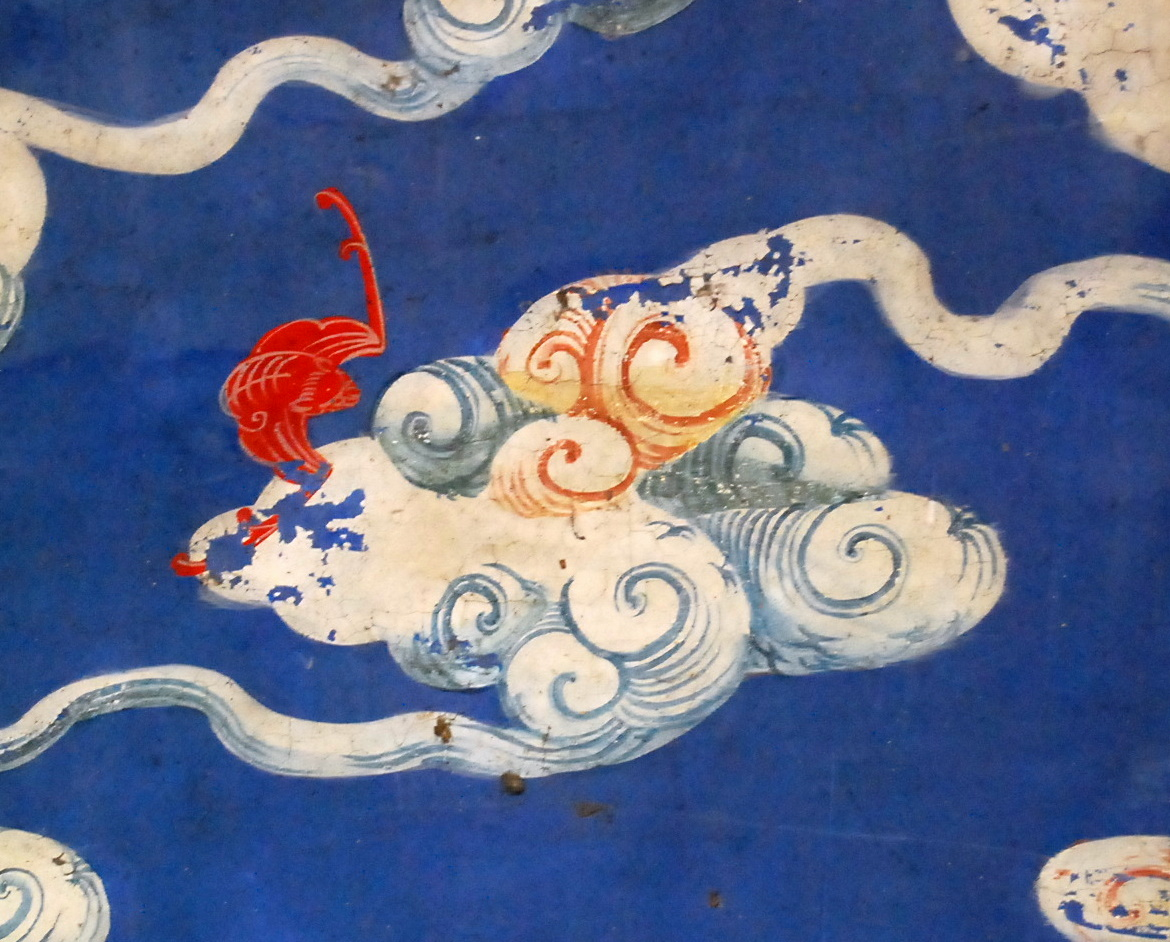
中国传统装饰图案中的蝙蝠形象

- 蝙蝠的“蝠”字與福氣的“福”字同音，因此在中國，蝙蝠是福氣、幸福的象征，蝙蝠的造型也常出現在許多中國的傳統藝術中，如“五福捧壽”就是五隻蝙蝠圍繞著一個壽字。
- 欧洲传说里，一些吸血鬼能变或操作蝙蝠。
- 華人地區到了現代受吸血鬼電影的影響，以及金庸武俠小說的青翼蝠王卻有邪氣和吸血的特徵。
- 日語中的コウモリ（蝙蝠）與日語中的幸運を守る（守護幸福）有諧音關係，因而有福氣的象徵。甚至有許多名門家係的家紋都使用蝙蝠作為設計的基底。日本福山市也以蝙蝠作為市徽與吉祥物。海上自衛隊特別警備隊也以蝙蝠作為徽章。
- 琉球各島人有不同物種的祖先起源的傳說存在，其中八重山人自稱為琉球狐蝠的後代子孫。
- 古波斯人與泰諾族人也崇拜蝙蝠。
- DC漫畫使用了蝙蝠的形象，在作品中塑造了伸張正義的超級英雄-蝙蝠俠。
- 日本遊戲暨動畫《精靈寶可夢》的首代寶可夢系列中就有蝙蝠，包括超音蝠及大嘴蝠，後來再加入了叉字蝠。
- 道教的鬼神鍾馗，图画裏锺馗身旁常画蝙蝠繞飞，代表為其偵查邪魔惡鬼，取自在《鍾馗傳》中寫鍾馗收服蝙蝠為嚮導。

## 蝙蝠屋
由於傳統屋簷有木造的縫隙，利於蝙蝠居住及繁殖。然而近幾十年來，鋼筋水泥取代的原來的老房子，使得居住在人群中的蝙蝠數量逐年銳減，人造的蝙蝠屋可以讓蝙蝠有個新家，材質須以木造為宜。
此部分可以被證實，鋼筋水泥取代了原來的老房子，尤其是將原本老舊房子改建後，蝙蝠會再回到新房子，找到縫隙就定居下來。
近年有利用纖泥板作為蝙蝠屋的主材料，纖泥板為綠建材，表面粗糙適合蝙蝠攀附倒掛於屋內。多數利用纖泥板製作的蝙蝠屋都有不錯的入住率。
利用亚克力亦可製作可以直接觀察的蝙蝠屋。

## 地方代表

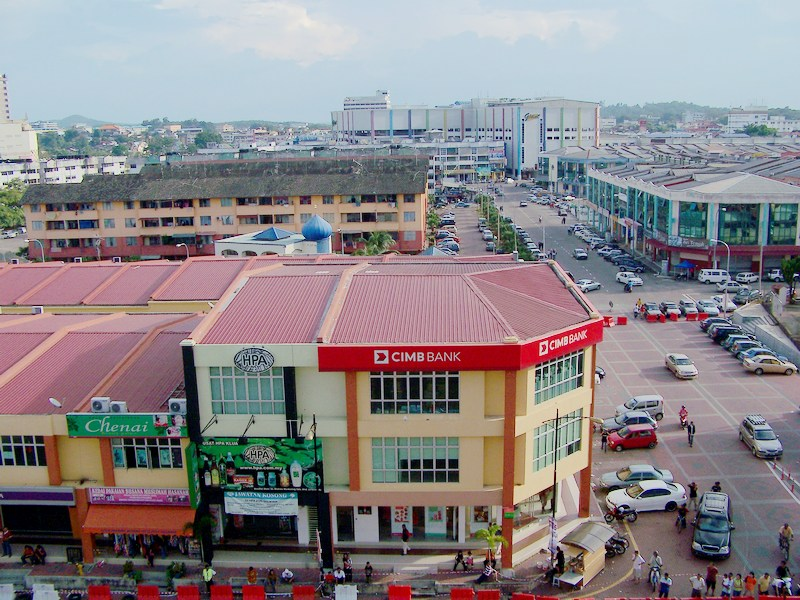
马来西亚居銮

马来西亚的“居銮”这个城市在马来语的原意是蝙蝠（keluang），因此居銮也被称为“蝙蝠城”。

## 外部連結
- 蝙蝠資訊站（中文） （页面存档备份，存于）
- 化石解答了蝙蝠的演進（英文） （页面存档备份，存于）